# ایوه‌رود
ایوه‌رود (به لاتین: Avyarud) یک منطقهٔ مسکونی در جمهوری آذربایجان است که در شبگاه واقع شده‌است.

## ریشه واژه
آویا یک واژه تالشی به‌معنی چمنزار، مرغزار یا دشت پهن و بزرگ (یا آوو به‌معنی گیلاس) و رود همان رودخانه است.